# 16447 Vauban
16447 Vauban (1989 RX) là một tiểu hành tinh vành đai chính được phát hiện ngày 3 tháng 9 năm 1989 bởi E. W. Elst ở Đài thiên văn Haute-Provence.